# 乐全胡同
乐全胡同，是位于中国北京市西城区中部的一条胡同。现已无存。

## 简介
乐全胡同位于辟才头条以东，为马蹄形，东西两个口皆向南通辟才胡同。全长80米，平均宽4米。1990年代拆除，原址被拓宽改造的辟才胡同及楼房占据。其地约在西西友谊写字楼附近。